# Ambroise Loots
Pour les articles homonymes, voir Loots.
Ambroise Loots fut le 31e abbé dans l'histoire de l'abbaye de Parc. Il exerça cette responsabilité de 1577 jusqu'à sa mort en 1583. Ce monastère fondé en 1129 et affilié à l'ordre des Prémontrés est situé dans le Brabant flamand, en Belgique, près de Louvain. L'abbaye de Parc est toujours en activité près de 900 ans plus tard.
L'abbé Ambroise Loots fut le promoteur de la canonisation du fondateur de l'ordre des Prémontrés Norbert de Xanten. Il travailla assidument sur ce sujet jusqu'à réussir en 1582.
Sur le plan politique, l'abbé Ambroise Loots était d'accord avec son prédécesseur Charles Van der Linden pour ne pas admettre l'anarchie dans le pays causée par des bandes qui rôdaient dans les environs de l'abbaye. Quand fut nommé Guillaume Ier d'Orange-Nassau comme gouverneur du duché du Brabant en 1577, l'abbé s'est personnellement retiré à Liège puis à Namur pour ne pas cautionner les actions d'une assemblée dont il ne partageait pas les points de vue.
Face à la menace, la communauté décida de quitter son couvent pour se réfugier à Louvain durant huit ans.

## Chronologie
Ambroise Loots naît à Wilderen-lez-Saint-Trond en 1523, d'une famille apparentée aux abbés Thierry van Tuldel, Arnold Wyten et Ambroise van Engelen, respectivement 26e, 27e et 28e abbé de l'abbaye de Parc. Il devient profès en 1542, est bachelier en théologie, prêtre en 1547, prieur en 1559, curé de Werchter en 1562, puis est élu abbé de Parc contre son gré le 19 février 1577, bénit à Louvain le 17 mars de la même année.
L'abbé Ambroise Loots est mort à Louvain le 12 janvier 1583. Après les obsèques dans la chapelle Sainte-Barbe et l'éloge funèbre prononcé par le chanoine Antoine Rodius, il est inhumé en l'église de l'abbaye de Parc, près des abbés Thierry van Tuldel, Arnold Wyten et Ambroise van Engelen, dans la chapelle de la Vierge précisément,.

## Abbatiat

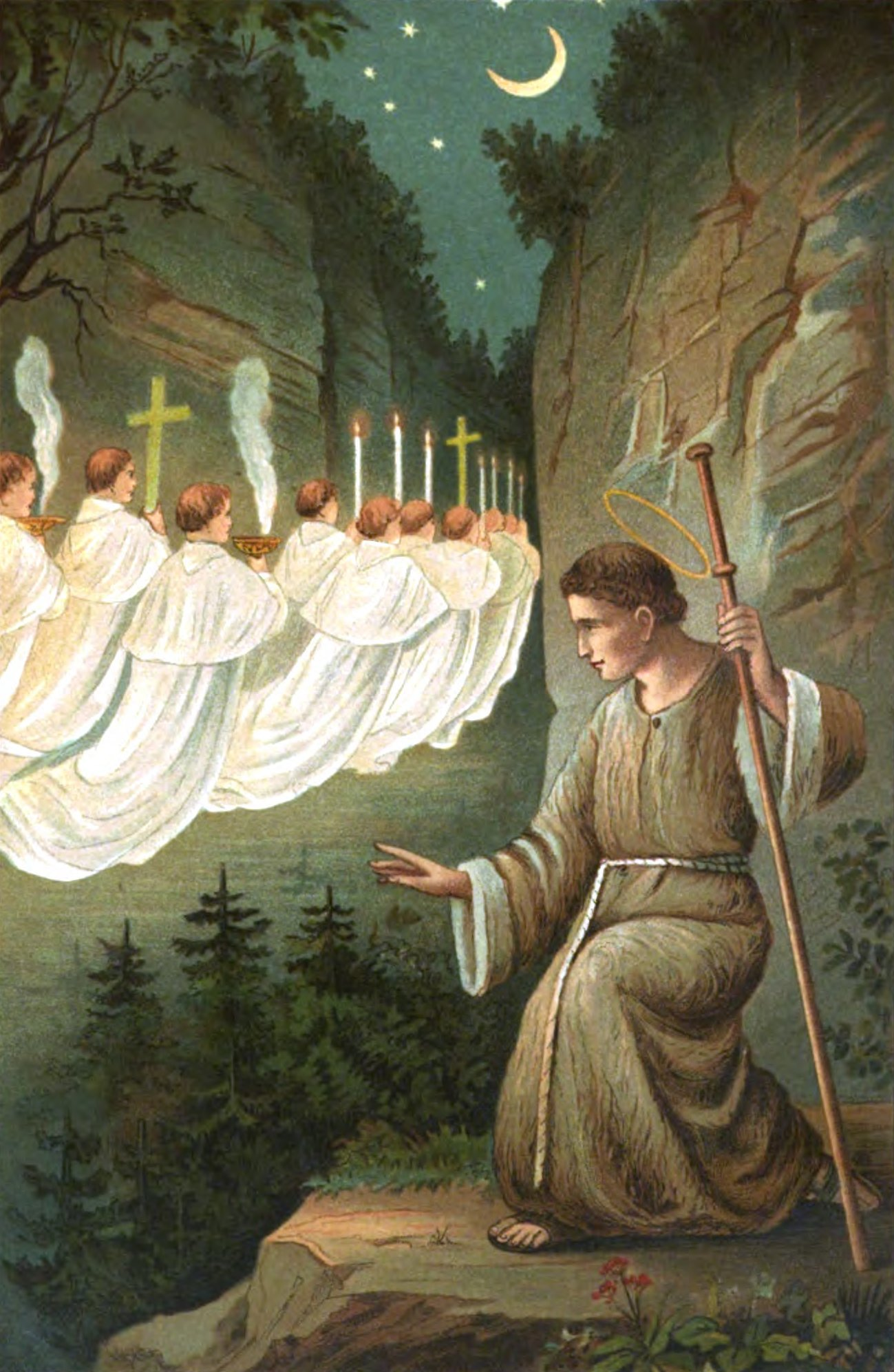
Norbert de Xanten

### Affaires religieuses
L'abbé Ambroise Loots est le promoteur de la canonisation du fondateur de l'ordre des Prémontrés Norbert de Xanten. Il travaille avec engagement sur cette tâche, encouragé par le théologien Molanus avec qui il est intimement lié, et ses efforts sont couronnés de succès en 1582,,.
C'est sous l'administration de l'abbé Ambroise Loots que la chapelle de Wackerzeel est érigée en église paroissiale, et qu'on lui attribue les revenus de la chapelle Saint-Arnoul.

### Affaires politiques
Les chanoines de l'abbaye de Parc sont, à cette époque, continuellement troublés par des bandes qui ravagent le pays et rôdent dans les environs de l'abbaye,. Ils décident de quitter l'abbaye et se réfugient pendant huit ans à Louvain, où plusieurs d'entre eux sont morts de maladies contagieuses, en 1578.
Durant cet exil, la chapelle Sainte-Barbe toute proche leur sert d'oratoire et ils y font le service divin. Là, l'abbé Ambroise Loots exhorte souvent le peuple à calmer le Seigneur en priant et en faisant pénitence, lui-même effectuant nu-pieds des processions publiques en portant le saint Sacrement pour expier les péchés de ce peuple.
En décembre 1577 est signée la nomination de Guillaume Ier d'Orange-Nassau comme gouverneur du duché du Brabant par l'archiduc Matthias, successeur de l'archiduc Don Juan.
C'est alors que l'abbé Ambroise Loots, en phase avec son prédécesseur qui pour sa part a approuvé l'Union de Bruxelles, connaissant les intentions du prince d'Orange accompagné de Philippe de Marnix de Sainte-Aldegonde et d'autres, ne tolérant ni l'anarchie ni le traitement des affaires en français, langue qu'il comprend à peine, se retire à Liège puis à Namur, pour ne pas cautionner des actions d'une assemblée dont il ne partage pas les points de vue,. Durant son absence, l'administration de l'abbaye de Parc est confiée à François van Vlierden, sous-prieur du couvent.

## Postérité

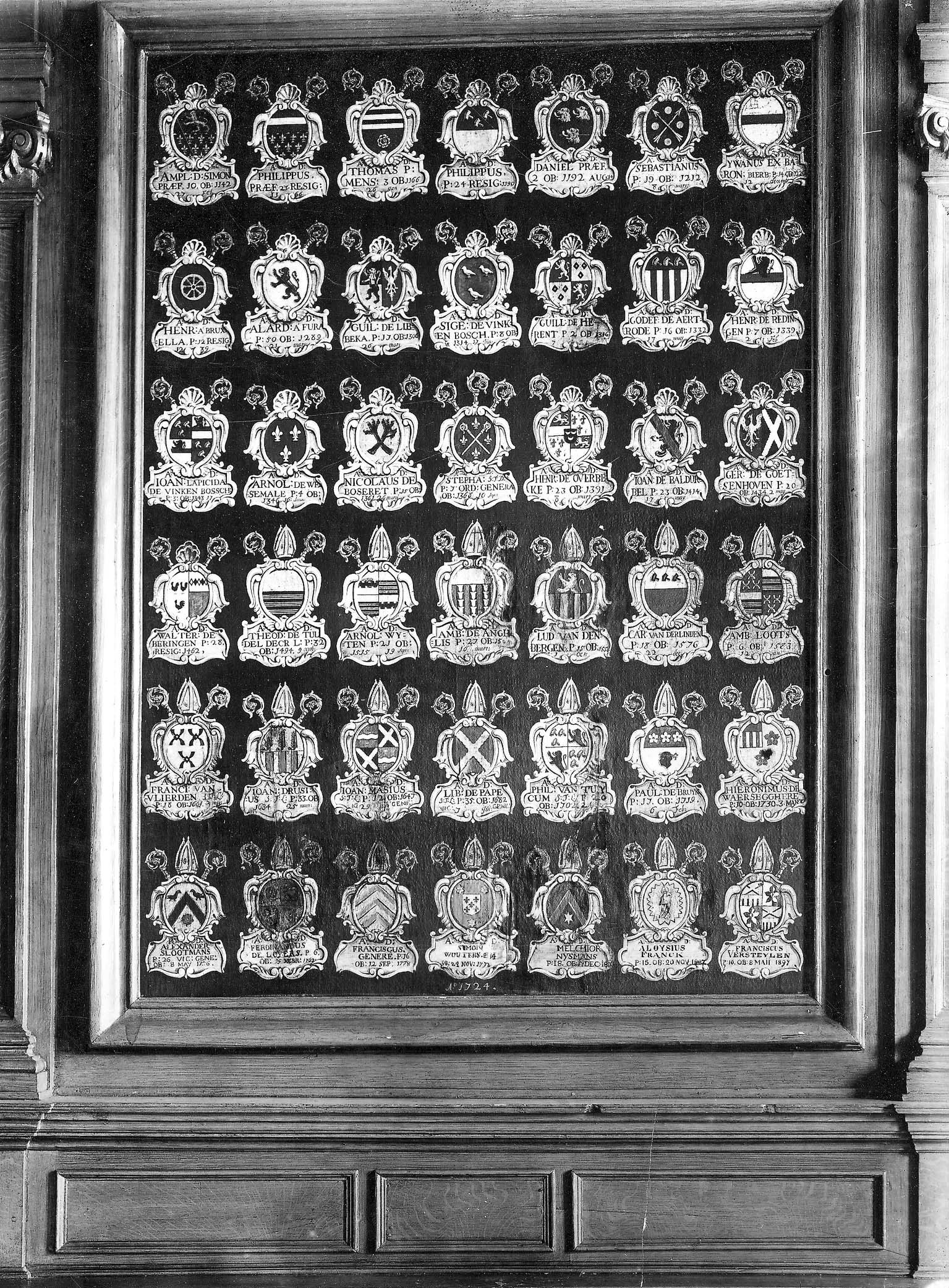
Tableau des armes des abbés de Parc (1724).

### Indication posthume
Dans son ouvrage cité dans la section « Bibliographie », J.E. Jansen accompagne la chronologie de l'abbé Ambroise Loots d'une indication en latin le concernant et qu'un outil informatique traduit par : « Les âmes humbles et les religieux ont gagné un homme sobre et travailleur ».

### Armes de l'abbé
Le blasonnement des armes de l'abbé Ambroise Loots, en rapport avec le blason du tableau héraldique de l'abbaye de Parc, est : « écartelé, au 1 et 4 de gueules à trois anilles d'argent, mal ordonnées au 1, et au 2 et 3 de sable à deux tierces d'or au chef d'or plain »,.
Il faut noter que ce blason est représenté avec des anilles à l'antique pour suivre les habituelles influences germaniques du blason belge. Ces « anilles » sont tournées d'un quart de tour par rapport aux anilles françaises.
Un examen de l'armorial des abbés de Parc permet de rapprocher ces armes de l'ensemble des armes des abbés de Parc.